# 안성 칠장사 당간
안성 칠장사 당간(安城 七長寺 幢竿)은 대한민국 경기도 안성시 죽산면, 칠장사에 있는 고려시대의 당간이다. 1973년 7월 10일 경기도의 유형문화재 제39호로 지정되었다.

## 개요
당간지주는 사찰 입구에 설치하는 것으로, 절에 행사나 의식이 있을 때면 당이라는 깃발을 달아둔다. 깃발을 걸어두는 길쭉한 장대를 당간이라 하며, 이 당간을 양쪽에서 지탱해 주는 두 돌기둥을 당간지주라 한다. 이 당간은 ‘칠장사’에서 약 700m 앞 길가에 서 있는데, 남아있는 당간 가운데 드물게 완전한 형태를 유지하고 있다.
총 높이 11.5m로 15마디의 원통형 철통이 연결되어 있으며, 아래부분은 화강암으로 된 좌 ·우 기둥이 버티고 있다. 흙으로 덮여 잘 드러나지 않는 바닥은 네모난 구멍을 마련하여 당간을 꽂았다. 양쪽 기둥은 조각이 없는 소박한 형태로 끝을 둥글게 처리하였다. 철당간은 위로 오를수록 크기가 줄어들고 각 이음새부분은 마치 대나무마디처럼 형성되어 있다.
원래는 원통모양의 철통이 30마디를 이루었다고 하며, 칠장사의 지형이 배(舟)모양과 같아 돛대의 역할을 하도록 이 당간지주를 세웠다고 전한다. 고려시대에 세워진 것으로 칠장사 외에는 청주용두사지와 공주갑사에서만 당간의 모습을 볼 수 있어 매우 희귀한 문화재라 할 수 있다.

## 같이 보기
- 안성 칠장사

## 참고 자료
- 칠장사당간 - 국가유산청 국가유산포털